# Кизил очереднолистный
Кизил очереднолистный (лат. Cornus alternifolia) — вид цветущего растения семейства кизиловых (Cornus), аборигенный вид восточной части Северной Америки, от запада Ньюфаундленда до южной Манитобы и Миннесоты, а также на юге до северной Флориды и Миссисипи. На юге США это редкость. Общеупотребительные названия: зелёная ива, кизил очереднолистный и кизил пагодный.

## Описание
Небольшой листопадный кустарник или дерево, высотой до 8 м (редко 9 м), со стволом до 152 мм в диаметре. Ветви образуют характерные горизонтальные ярусы, разделенные промежутками, с плоской кроной. Кора: от серого до тёмно-красновато-коричневого цвета, с неглубокими ребрам, с возрастом становится ребристой. Веточки сначала бледно-красновато-зелёные, позднее тёмно-зелёные.  Древесина: красновато-коричневая, заболонь светлая; тяжелый, твердый, мелкозернистый.
Листья от эллиптических до яйцевидных, вырастают до 5–13 см в длину и 25–51 мм в ширину, у основания клиновидные или округлые; край волнисто-зубчатый, слегка загнутый, вершина заостренная. Листорасположение на стеблях поочередно, а не в попарно супротивно, что типично для большинства видов Кизила. Листья чаще всего собраны в скопления на концах ветвей и кажутся почти мутовчатыми. Верхняя сторона листьев гладкая и зелёная, а нижняя сторона опушенная и голубоватого цвета. Листья выходят из завитка бутона, сверху красновато-зеленые, снизу покрыты серебристо-белым войлоком, в зрелом состоянии сверху ярко-зелёные, снизу бледные, опушенные, почти белые. С перистыми жилками, средняя жилка широкая, желтоватая, снизу выступающая, с примерно шестью парами первичных жилок. Осенью они желтеют или желто-алые. Черешки тонкие, желобчатые, опушенные, с сжимающимися основаниями.
Цветки с четырьмя маленькими лепестками. Соцветия диаметром 5–13 см. Бутоны: Светло-каштановые, острые. Внутренние чешуи увеличиваются по мере роста побега и перед опаданием достигают полдюйма в длину. Цветы: кремового цвета, в многоцветковых, широких, открытых кистях на концах коротких боковых ветвей. Чашечка: Цветки чашевидной формы имеют четыре лепестка, которые в бутоне створчатые, во время цветения разворачиваются, с кремовыми лепестками продолговатой формы с закругленными концами. Лепестки вставлены в диск, а также тычинки вставлены и расположены поочередно к лепесткам, их также четыре. Тычинки имеют длинные и тонкие нити. Пыльники продолговатые, внутрь, разносторонние, двухклеточные; ячейки открываются продольно. Пестик: Завязь нижняя, двухклеточная; стиль столбчатый; стигма головчатая. 
Плоды — ягоды или костянка черновато-синего цвета[уточнить], шаровидная, сине-черная, 8 мм в поперечнике, на кончике с остатком столбика, возвышающимся из-за небольшого углубления. Косточка обратнояйцевидное, многобороздчатая.

## Среда обитания
Встречается под открытыми лиственными деревьями, а также по опушкам лесов и болот. Предпочитает влажную, хорошо дренированную почву.
Саженцы теневыносливы, и их часто можно встретить в виде подлеска в зрелых лесах, например, в тех, где преобладает Клён сахарный (Acer saccharum) или Осина (Populus). Встречается и в молодых лесах.

## Экология
Плоды служат пищей как минимум одиннадцати видам птиц и чёрному медведю. Листья и кору поедают белохвостый олень, бобр и кролик. Кроме того, он считается растением-опылителем, поддерживающим и привлекающим пчел, мух и бабочек.

## Использование
Дерево считается привлекательным из-за его широко раскидистых полочных ветвей и плоской верхушки, и его часто используют в декоративных насаждениях. Цветочные грозди не имеют большой белой обертки, как у цветущего кизила, а плоды темно-фиолетовые, а не красные.
Используется в традиционной китайской медицине как тонизирующее, болеутоляющее и мочегонное средство.

## Галерея

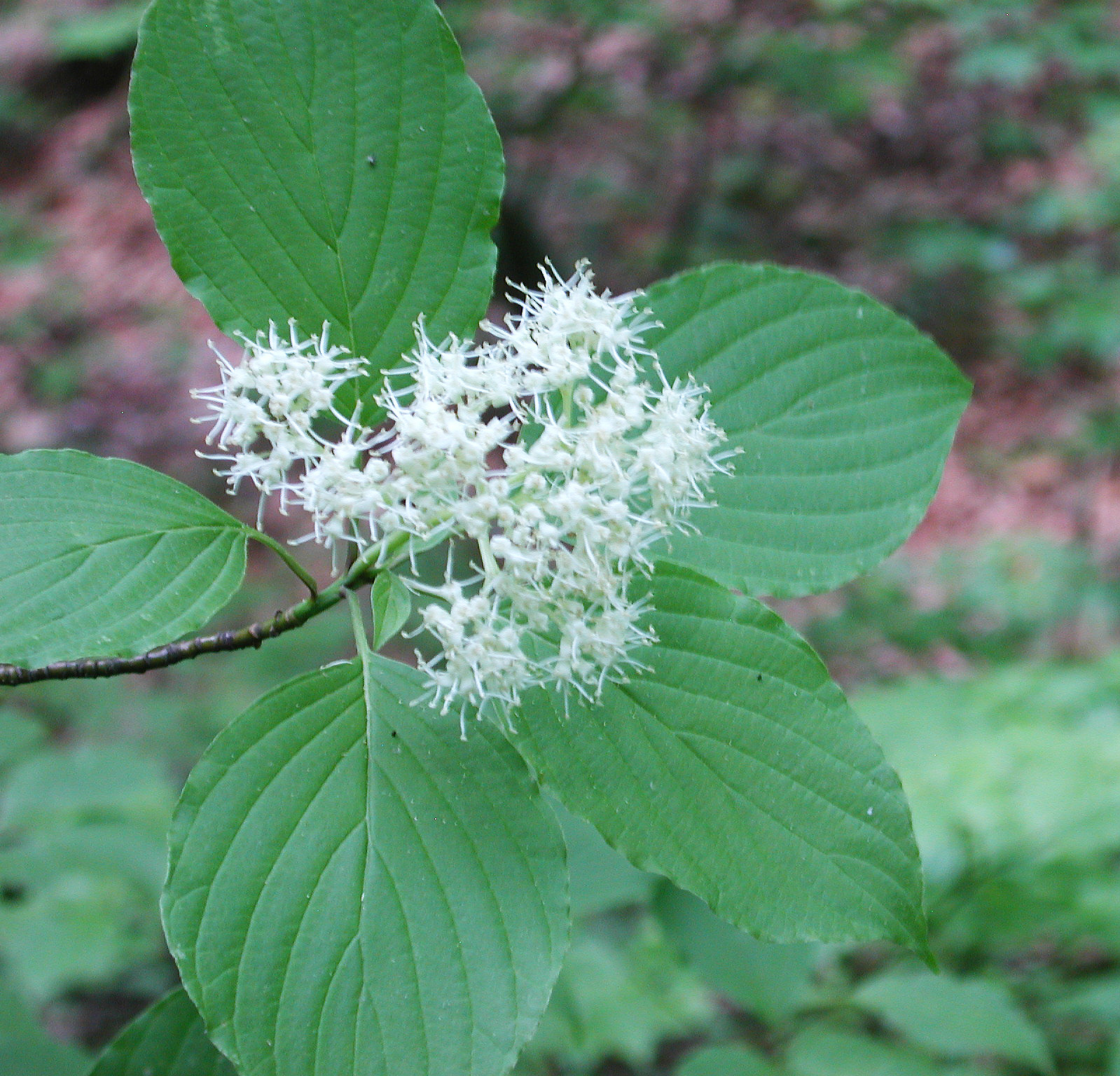
Цветы
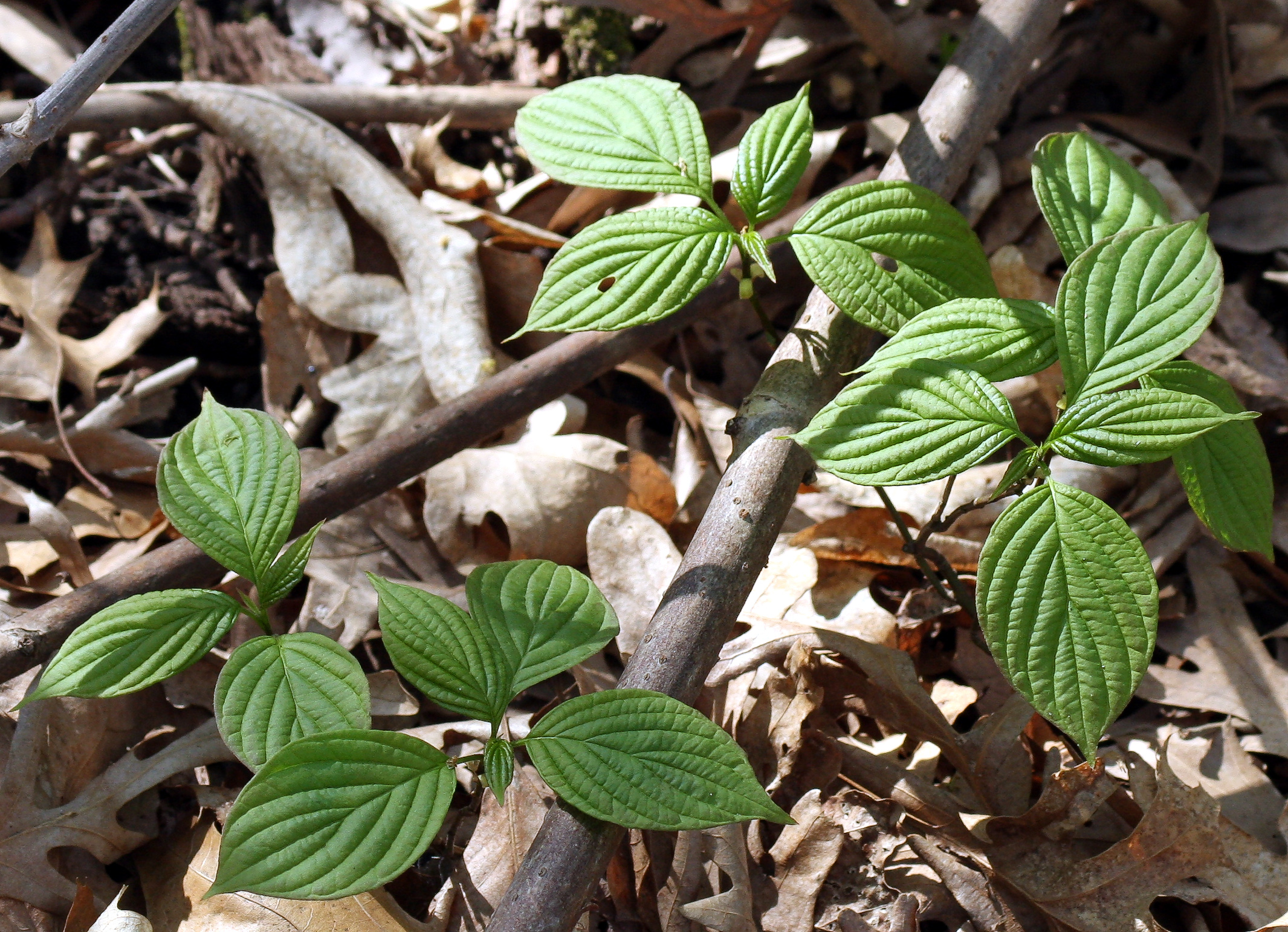
Саженцы
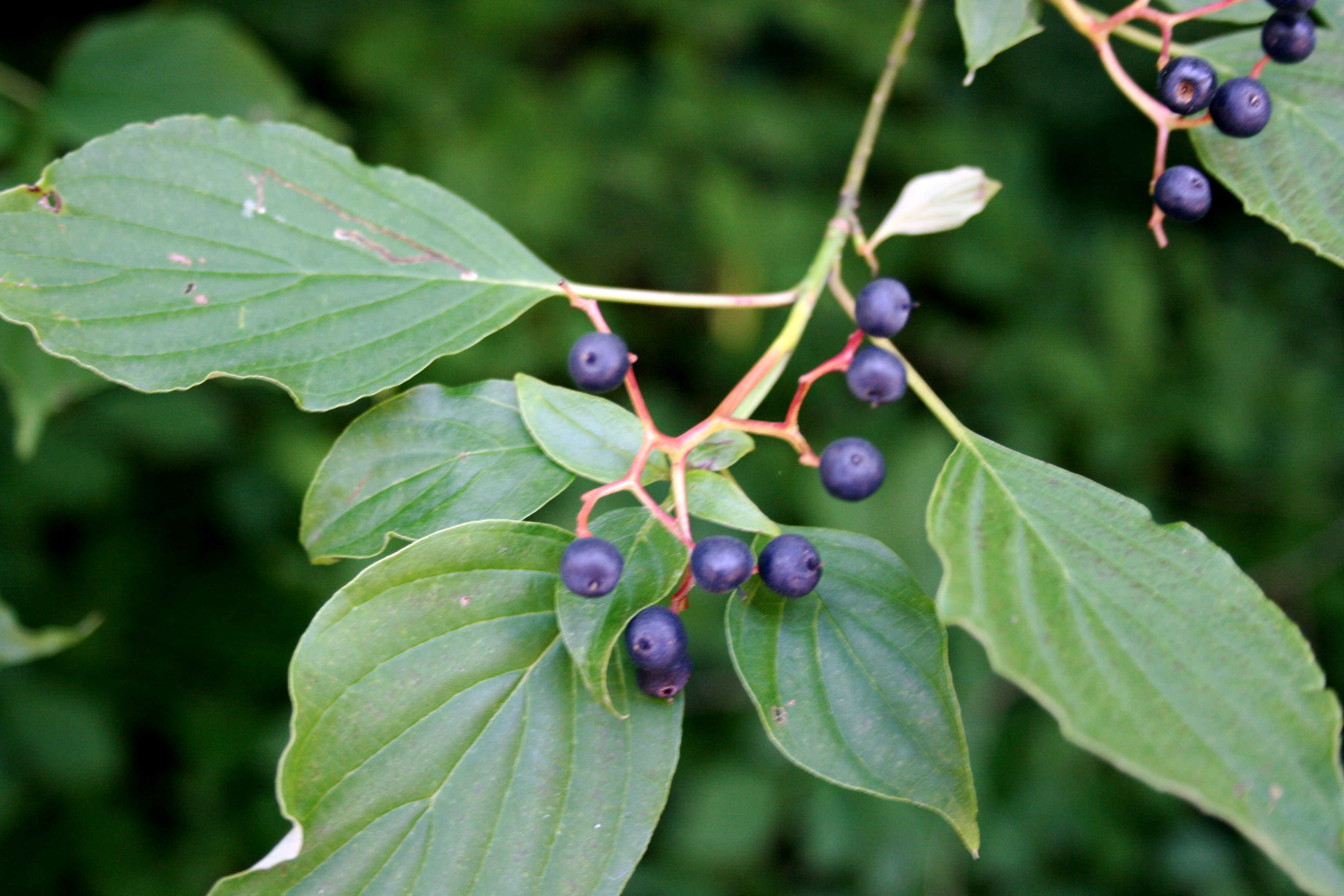
Плоды